# أندريه فيشنيافسكي
أندريه فيشنيافسكي (بالبولندية: Andrzej Wiśniewski)‏ هو مدرب كرة قدم ولاعب كرة قدم بولندي في مركز الدفاع، ولد في 13 يناير 1956 في غيجتسكو ‏ في بولندا. لعب مع بوغون شتشين.

## وصلات خارجية
- أندريه فيشنيافسكي على موقع قاعدة بيانات كرة القدم.إي يو (الإنجليزية)
- أندريه فيشنيافسكي على موقع ناشيونال فوتبول تيمز (الإنجليزية)